# Токарная обработка

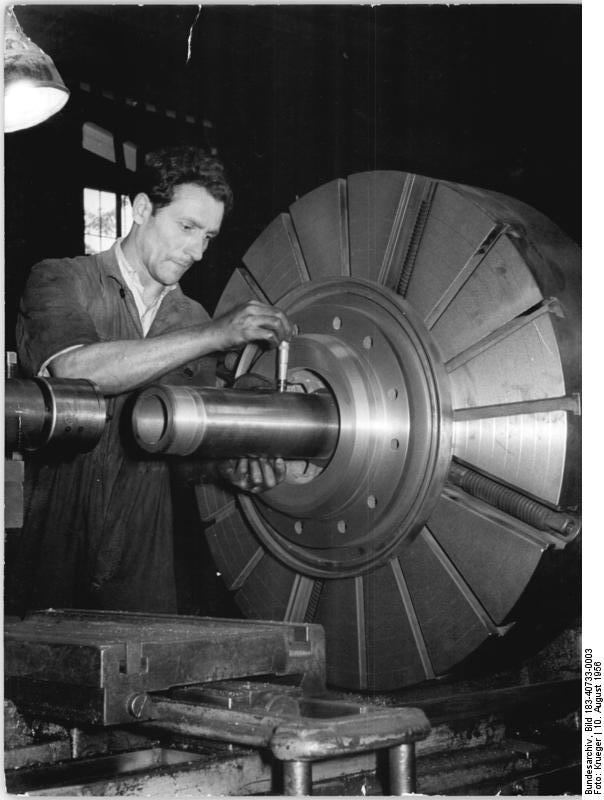
Токарь измеряет обрабатываемую деталь с помощью микрометра

Токарная обработка — это механическая обработка резанием или поверхностным пластическим деформированием (выглаживание, обкатывание и др.) наружных и внутренних поверхностей вращения, в том числе цилиндрических и конических, торцевание, отрезание, снятие фасок, обработка галтелей, прорезание канавок, нарезание внутренних и наружных резьб на токарных станках. Точение — одна из самых древних технических операций, которая была механизирована с помощью примитивного токарного станка.
Вращательное движение заготовки называют главным движением резания, а поступательное движение режущего инструмента — движением подачи. Различают также вспомогательные движения, которые не имеют непосредственного отношения к процессу резания, но обеспечивают транспортирование и закрепление заготовки на станке, его включение и изменение частоты вращения заготовки или скорости поступательного движения инструмента и др.

## Точение
Точение, наиболее распространенный метод изготовления деталей типа тел вращения (валов, дисков, осей, пальцев, цапф, фланцев, колец, втулок, гаек, муфт и др.) на токарных станках.
Разновидности точения:
- Обтачивание — обработка наружных поверхностей.
- Растачивание — обработка внутренних поверхностей.
- Подрезание — обработка плоских торцевых поверхностей.
- Резка — разделение заготовки на части или отделение готовой детали от заготовки.